# Tompta Gudh
Tompta Gudh är en svensk kortfilm från 2002 regisserad och skriven av Ted Kjellsson.

## Handling
Tompta Gudh handlar om 35-årige Kenneth, en ensam nutida korsriddare som försöker bevisa att tomtenissar finns och deras konspiration mot mänskligheten. Han tolkas av omgivningen som galen.

## Rollista
- Olof Wallberg – Kenneth
- Ingela Schale – Eva
- Alexander Karim – Amir
- Efram Bergkvist – Baba Noel
- Roland Hedlund – bonden
- David Johansson – ond tomte
- Lauri Karinkanta – Risto
- Niklas Larsson – programledare